# Déli Hadműveleti Parancsnokság
A Déli Hadműveleti Parancsnokság (ukránul: Оперативне командування «Південь», magyar átírásban: Operativne komanduvannya Pivdeny) az Ukrán Fegyveres Erők Szárazföldi Erőinek területi alapú, hadműveleti szintű szervezeti egysége, amelynek csapatai Ukrajna déli területén helyezkednek el. Parancsnoksága Odesszában található. Parancsnoka 2024. április 16-tól Hennagyij Sapovalov.

## Története
1998-ban hozták létre az egykori Odesszai Katonai Körzet alapjain, amely hasonló formában 1862 óta létezett az Orosz Birodalom, majd a Szovjetunió fegyveres erői szervezetében, de lényegesen nagyobb működési területen (Moldovát, a Krímet és Ukrajna több már területét is beleértve). 1992. január 1-jén az Odesszai Katonai Körzet Ukrajna területén található részei ukrán fennhatóság alá kerültek. Ekkor az Ukrán Fegyveres Erők Odesszai Katonai Körzete Ukrajna 14 területét (oblaszty) és a Krími Autonóm Köztársaságot fedte le.
Ukrajna Védelmi Minisztériumának 1997. július 1-jei határozata alapján 1998. január 3-i hatállyal az Odesszai Katonai Körzetből létrehozták a Déli Hadműveleti Parancsnokságot (ukrán elnevezése Pivdenne operativne komanduvannya), amely Ukrajna 9 területét (Odesszai terület, Herszoni terület, Mikolajivi terület, Dnyipropetrovszki terület, Zaporizzsjai terület, Donecki terület, Luhanszki terület, Kirovohradi terület és Harkivi terület), valamint a Krími Autonóm Köztársaságot foglalta magában.
A 2013-as átszervezés során a hadműveleti parancsnokságot a dnyipropetrovszki központú 6. hadtest alapjain szervezték újjá, a hadtest parancsnoka lett a műveleti parancsnokság vezetője. Ekkor a parancsnokság ukrán neve Operativne komanduvannya Pivdeny lett, a parancsnokság székhelye Dnyipropetrovszk volt.
2015-ben újabb átszervezésre került sor. A korábbi hadműveleti parancsnokság öt keleti területre eső részéből (Luhanszki terület, Donecki terület, Harkivi terület, Zaporizzsjai terület, Dipropetrovszki terület) létrehozták a Keleti Hadműveleti Parancsnokságot (Operativne komanduvannya Szhid) dyipropetrovszk központtal. A megmaradt déli területek pedig a Déli Hadműveleti Parancsnokságnál maradtak, ismét odesszai parancsnoksággal.

## Szervezete
A Déli Hadműveleti Parancsnokság alárendeltségébe tartozó egységek 2021-es állapot szerint:
- 28. önálló gépesített dandár (Csornomorszke)
- 56. önálló gépesített lövész dandár (Mariupol)
- 57. önálló gépesített lövész dandár (Nova Kahovka)
- 59. önálló gépesített lövész dandár (Hajszin)
- 40. önálló tüzér dandár (Pervomajszk)
- 38. légvédelmi rakétaezred (Nova Odesza)
- 131. önálló felderítő zászlóalj (Hujscsinci)
- 143. önálló felderítő zászlóalj (Mikolajivi terület)

### Területvédelmi erők
- 120. területvédelmi dandár (Vinnicjai terület)
- 121. területvédelmi dandár (Kirovohradi terület)
- 122. területvédelmi dandár (Odesszai terület)
- 123. területvédelmi dandár (Mikolajivi terület)
- 124. területvédelmi dandár (Herszoni terület)

## Parancsnokok
- 2022–2024 – Andrij Kovalcsuk[6]
- 2024-től – Hennagyij Sapovalov